# Hearthstone en los deportes electrónicos
El juego de cartas coleccionables en línea de Blizzard Entertainment, Hearthstone, se empezó a jugar profesionalmente rápidamente después de su lanzamiento en marzo del año 2014. Se juega como un esport, con torneos competititvos como el Campeonato Mundial oficial de Blizzard, con un total de premios de hasta US$1 millón, y los livestreamers pueden ganar dinero transmitiendo el juego en Twitch. 

## Historia de la competencia deHearthstone

### 2014
El primer torneo de Hearthstone se celebró en la BlizzCon el 8/11/2013, solo unos meses después del lanzamiento de la beta cerrada del juego y varios meses antes del lanzamiento oficial del juego el 11-03-2014. Blizzard seleccionó a ocho jugadores prominentes de Hearthstone para competir en lo que llamaron "Invitación del posadero de Hearthstone". El torneo fue ganado por Artosis, quien posteriormente fue coronado como el "Gran Maestro del Hogar". Después del lanzamiento oficial del juego, hubo más torneos de Hearthstone, incluidos los eventos en EGX Rezzed y DreamHack Bucharest. La BlizzCon 2014 presentó un torneo de Hearthstone con un pozo de premios de $250,000 USD, el más grande hasta ese momento, y jugadores de América, Europa y Asia clasificaron para el evento ganando torneos regionales.
En junio del 2014, la organización de la Asamblea Verano 2014, un torneo de clasificación finlandés para el Campeonato Mundial de la Federación Internacional de Deportes Electrónicos (IeSF), generó polémica cuando se anunció que el torneo estaría abierto solamente para hombres. El motivo fue que el Campeonato Mundial también estaba diseñado para tener una alineación completamente masculina, y sus eventos clasificatorios tenían que estar sujetos a las mismas reglas. Según la IeSF, la regla estaba establecida para "asegurar el estatus de deporte tradicional" de los deportes electrónicos. La división forzada de género fue abolida unos días después de que se anunció para la Asamblea Verano, cuando la IeSF cambió a un formato "abierto para todos".
Junio también tuvo un escándalo de trampa cuando Radu "Rdu" Dima ganó el primer premio y US$10,000 en DreamHack Summer. Durante su partido final contra AmazHS, Rdu recibió un mensaje de Battle.net indicando el contenido de la mano de AmazHS. Aunque la información ya no era relevante en el juego, Rdu se molestó por la ayuda no solicitada y los organizadores del torneo pidieron un descanso de 20 minutos en el que se eliminó la "lista de amigos" de Rdu, aunque decidieron que la ronda se ganó de manera justa. Si bien AmazHS le brindó su apoyo a Rdu después del juego, declaró que DreamHack debería haber organizado mejor el torneo e imploró a Blizzard que implementara modos de juego en los que tales formas de trampa no son posibles.
En el primer año de Hearthstone, un total de 52 torneos y series otorgaron US$1,000 o más a jugadores individuales. A lo largo del año, se otorgaron más de US$1,000,000 en premios durante 2014, siendo el Campeonato Mundial y el World Cyber Arena los torneos más grandes. James "Firebat" Kostesich fue el jugador más exitoso de torneos, ganando un total de US$105,650. Quince jugadores ganaron más del salario mínimo federal de los Estados Unidos a través de torneos solo en 2014, y muchos jugadores ganan más a través de la transmisión en vivo de sus juegos de Hearthstone.
El Campeonato Mundial inaugural de Hearthstone concluyó en la BlizzCon 2014 y contó con un pozo total de premios de US$250,000 y el formato Last Hero Standing. James "Firebat" Kostesich derrotó a Wang "Tiddler Celestial" Xieyu en la final, convirtiéndose en el primer Campeón Mundial y ganando US$100,000.  

### 2015
En marzo de 2015, Jon Partridge de Red Bull declaró que Hearthstone  "estaba emergiendo como uno de los principales deportes electrónicos del mundo." La compañía de tecnología Nvidia realizó una serie de torneos profesionales de Hearthstone que duró ocho semanas, desde fin de marzo hasta mitad de mayo, con un pozo acumulado de premios de US$25,000. El torneo, que fue dividido en una División Profesional de 16 jugadores de nivel alto y una División Amateur abierta en todo el mundo, fue un evento de clasificación para el Campeonato Mundial 2015.
El Campeonato Mundial oficial de Hearthstone de Blizzard 2015 concluyó en BlizzCon 2015. Dieciséis jugadores clasificaron para el acontecimiento por mejorar sus rankings en torneos sancionados por Blizzard. Cuatro jugadores por cada región finalmente clasificaron para el Campeonato Mundial por mejorar su ranking regional en Europa, América del norte y Latinoamérica, China, y Asia-Pacific. Este Campeonato Mundial fue el primero en ser organizado con el formato de Conquista con una prohibición. El jugador sueco Sebastian "Ostkaka" Engwall venció al jugador canadiense Dylan "Hotform" Mullins para ganar US$100,000 y el título de Campeón Mundial.

### 2016

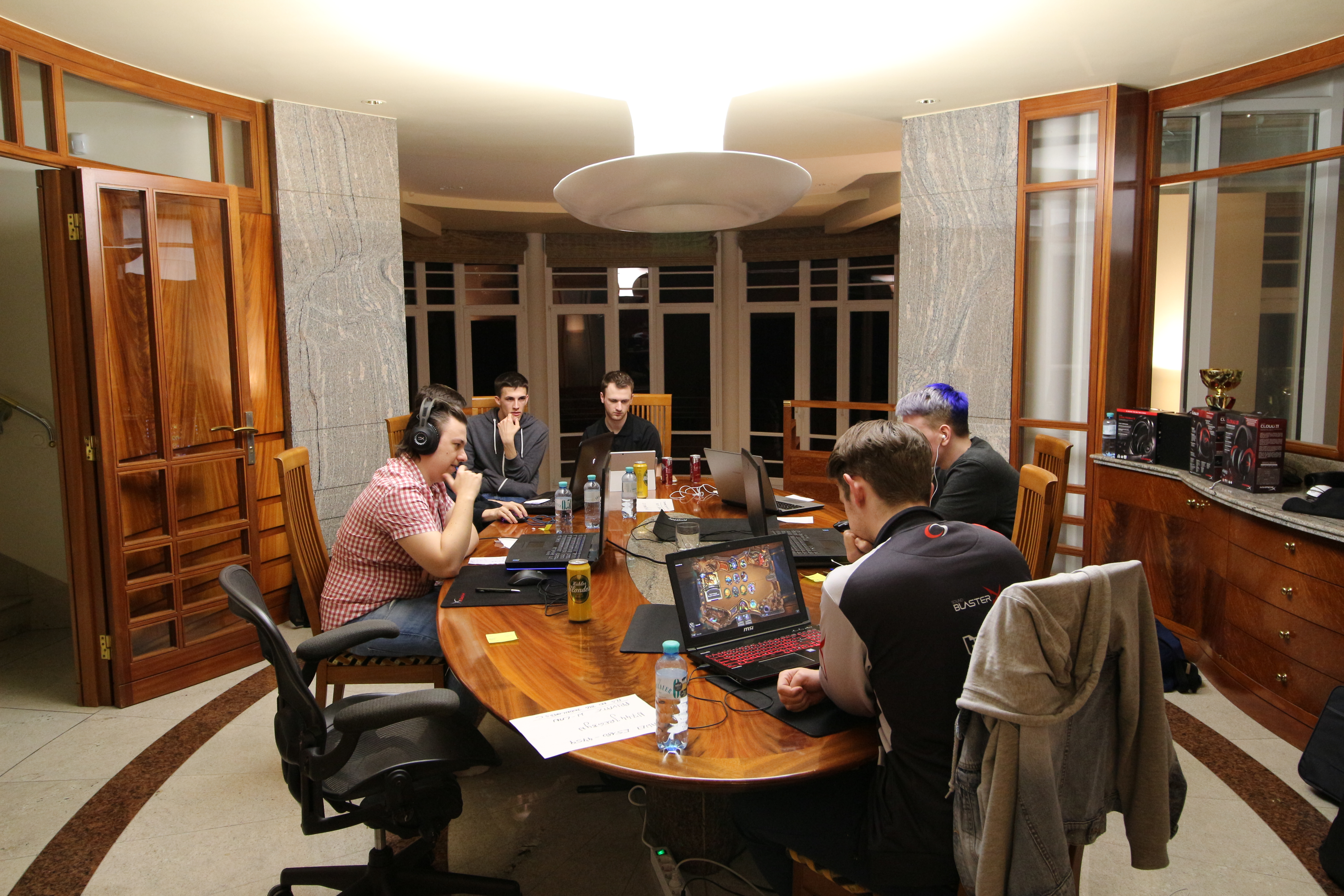
Competición de Hearthstone "Trono de Tarjetas IV" en Viena, Austria

En noviembre de 2015, Blizzard anunció un cambio en la estructura de temporadas de Hearthstone, donde el calendario de esports del juego se dividiría en las temporadas de verano, otoño, invierno y primavera, cada una con duración de tres meses. Los jugadores tienen que ganar suficientes puntos HCT para clasificar a los torneos más importantes al final de cada temporada, que se llevan a cabo en tres de las regiones del juego. Empresas como Kyoto esports, StriveWire y Zotac organizan torneos que otorgan puntos a los jugadores para clasificar a los torneos principales de la temporada. Los ganadores de cada torneo se clasificaron automáticamente para el Campeonato Mundial. A través de esta organización,12 jugadores clasifican para el evento, mientras que Blizzard designa a cuatro jugadores de China de otra forma. El Hearthstone World Tour 2016 contó con más de US$1,900,000 en dinero para premios.
El tercer Campeonato Mundial de Hearthstone se realizó en la BlizzCon 2016 el 5 de noviembre, con el formato conquista y un pozo de permios de US$1,000,000, cuatro veces mayor que en 2015. Se jugó en un formato de torneo suizo, y el oponente podía prohibir el uso de una clase del jugador. El ganador fue el ruso Pavel "Pavel" Beltiukov, quien derrotó a Artem "DrHippi" Karevets y ganó el primer premio de US $250,000.

### 2017
El Campeonato Mundial de Hearthstone 2017 fue el cuarto y se celebró en Ámsterdam, Holanda. Tuvo un pozo de premios acumulado de US$1,000,000..Rompiendo con la tradición de los años anteriores, el Campeonato Mundial de Hearthstone 2017 tuvo lugar en enero de 2018, en lugar de durante la BlizzCon cerca de fin de año. El ganador fue Chen "Tom60229" WeiLin de Taiwán, quien derrotó a Frank "Fr0zen" Zhang para ganar el primer premio de US$250,000.

### 2018
El Campeonato Mundial de Hearthstone 2018 fue el evento final del Hearthstone Championship Tour y se celebró en abril de 2019 en Taipéi, Taiwán, con un pozo de premios acumulado de US$1,000,000. El quinto ganador del Campeonato Mundial de Hearthstone fue el noruego Casper "Hunterace" Notto, quien recibió US$250,000.

### 2019
Blizzard está reemplazando el sistema de tours utilizado anteriormente con tres variaciones de una baraja de clase única llamada "Especialista". Más de US$4 millones estarán disponibles en el pozo de premios. Blizzard celebrará los primeros torneos principalmente en línea y estará cerrado por región. Los ganadores continuarán compitiendo en los torneos mundiales en vivo a lo largo de 2019.
La temporada 2 de Grandmasters eliminará el formato de Especialista que se usó en la temporada 1. En cambio, los jugadores tendrán cuatro mazos, cada uno de una clase diferente. Antes de que comience el partido, cada jugador elige un mazo para "proteger", lo que significa que el otro jugador no puede prohibirlo. Después, cada jugador prohibirá una baraja del oponente. Si un jugador gana con un mazo, entonces el próximo partido debe jugarse otro mazo. Si un jugador pierde, entonces puede volver a jugar el mismo mazo.
En octubre de 2019, Blizzard anunció que prohibiría a un jugador competir durante un año y que éste perdería todas sus ganancias obtenidas durante la Temporada 2, porque habló en apoyo de las protestas de Hong Kong 2019-2020 durante una entrevista del torneo, lo que violó la regla contra la promoción de una postura política durante una transmisión. Pocos días después, Blizzard revisó su decisión, por lo que devolvió el dinero del premio y redujo la suspensión de un año a seis meses.
El sexto ganador del Campeonato Mundial de Hearthstone fue la china Xiaomeng " VKLiooon " Li, que recibió US$200,000. VKLiooon también fue la primera mujer en ganar un campeonato mundial de Hearthstone y en ganar un torneo de la BlizzCon.

## Transmisión
Para muchos jugadores profesionales de Hearthstone, la transmisión en vivo es su principal fuente de ingresos, en lugar de las ganancias de torneos. En 2014, el coordinador del proyecto Kinguin, Giovanni Varriale, declaró que Hearthstone era uno de los juegos más populares en Twitch, con "miles de personas pasando horas mirando a los mejores jugadores en acción".

## Diseño de juego
Hearthstone es un juego de cartas digital y en línea, comparable a los juegos de cartas coleccionables tradicionales como Magic: The Gathering. 

### Expansiones
El juego presenta una gran cantidad de aleatoriedad inherente, calculada a través de un generador de números aleatorios (una propiedad denominada "RNG"). Algunas cartas pueden tener efectos aleatorios excesivos y pueden influir completamente en un juego a través del RNG. Varios fanáticos están preocupados por el futuro de la escena competitiva del juego debido a la introducción de cartas desequilibradas en nuevas expansiones. En una entrevista con Polygon, el diseñador asociado de Hearthstone, Dean Ayala, declaró que las cartas recién introducidas pueden agregar a la estrategia del juego, y que expandir Hearthstone es "todo acerca de encontrar el equilibrio con lo que está bien y lo que no está bien". Ayala explicó que una gran parte de agregar nuevas cartas al juego es tratar de ver cada carta a través de la lente de cada posible tipo de jugador, y cómo se puede usar esa carta.

## Cultura
La práctica de "intercambio de victorias", donde los jugadores pierden juegos para ayudar a otros jugadores a ganar en la clasificación, se puede utilizar para alcanzar la clasificación de Leyenda con menos esfuerzo. Sin embargo, el intercambio de victorias se considera trampa, y Blizzard aplica prohibiciones permanentes para las personas que realicen dicha práctica.
En 2014, los servicios de coaching profesional se hicieron populares. Los jugadores de alto nivel discuten estrategias con sus clientes y les dan consejos para mejorar. Nathan 'ThatsAdmirable' Zamora declaró que este trabajo es su principal fuente de ingresos, y que el servicio es útil para los jugadores que se han estancado y no están seguros de cómo cambiar su estilo de juego.
En agosto de 2014, el jugador competitivo de Hearthstone Ryan "Realz" Masterson fue contratado por Blizzard para ayudar con el balance del juego.

## Controversia
Durante un partido de la temporada 2 de GrandMasters el 6 de octubre de 2019, el jugador Chung "Blitzchung" Ng Wai hizo declaraciones en apoyo de las protestas en curso en Hong Kong . Durante una entrevista posterior al partido en la transmisión oficial taiwanesa, Blitzchung usó gafas de esquí y una máscara de respiración similar a los manifestantes, y usó el popular eslogan prodemocrático "Liberate Hong Kong, revolución de nuestro tiempo". Blizzard consideró que el gesto fue una violación de las reglas que prohíben a los jugadores participar en conductas que "hacen que [el jugador] se desprestigie públicamente, ofende a una parte o grupo del público o dañan de otra manera" la reputación de la compañía. Como resultado, Blizzard eliminó a Blitzchung del torneo, rescindió sus ganancias de premios de la temporada 2 y lo excluyó de las competiciones de Hearthstone durante un año. Blizzard también rescindió su contrato con las dos transmisoras involucradas. Blizzard afirmó que si bien "[se mantiene] por el derecho de expresar pensamientos y opiniones individuales", los jugadores aún estaban sujetos a sus reglas y regulaciones oficiales durante la competencia.
La eliminación de Blitzchung provocó críticas a Blizzard y llamó a un boicot a la compañía. Como la cobertura de las protestas ha sido objeto de censura en China continental, los críticos consideraron que la decisión fue un acto de autocensura destinado a apaciguar a los inversores y las partes interesadas chinas. El conglomerado chino Tencent posee una participación minoritaria en Activision Blizzard. También se hicieron comparaciones con una controversia reciente que involucró a Daryl Morey, propietario del equipo de baloncesto Houston Rockets, sobre una publicación en Twitter que también prometió apoyo para las protestas. Los desarrolladores del juego similar Gods Unchained invitaron a Blitzchung a su propio torneo, ofreciendo también pagar las ganancias que Blizzard había rescindido.